# Paracoccus bruguierae
Paracoccus bruguierae är en insektsart som först beskrevs av De Lotto 1961.  Paracoccus bruguierae ingår i släktet Paracoccus och familjen ullsköldlöss. Inga underarter finns listade i Catalogue of Life.